# Кардифф (аэропорт)
Международный аэропорт Кардиффа (англ. Cardiff International Airport, валл. Maes Awyr Rhyngwladol Caerdydd) (ИАТА: CWL, ИКАО: EGFF) — главный аэропорт для Уэльса. Расположен в городе Руз, Вейл-оф-Гламорган, в 19 км к юго-западу от столицы Уэльса, Кардиффа, обслуживает юг и центр Уэльса. Другие названия аэропорта — Кардифф-Уэльс или Аэропорт Руз, по названию деревни рядом с аэропортом.
Как единственный аэропорт Уэльса, обслуживающий международные регулярные рейсы (местные регулярные рейсы также обслуживаются в аэропорту Англси), аэропорт Кардиффа обеспечивает работу регулярных перевозчиков, лоу-кост авиакомпаний, бизнес-авиации и чартерные авиакомпаний, а также обслуживает корпоративную и общую авиацию. Основными направлениями являются Испания, Ирландия, Нидерланды и британские аэропорты, но также существуют рейсы в другие европейские страны, США и Канаду.
bmibaby — крупнейшая авиакомпания аэропорта, осуществляющая регулярные рейсы, вместе с Flybe, Thomsonfly и Thomas Cook Airlines занимает большую часть пассажирского трафика аэропорта.

## История
История аэропорта началась в начале 1940-х, когда Министерство Авиации реквизировало землю в сельскохозяйственной Долине Гламорган для постройки военного вспомогательного аэродрома и тренировочной базы Королевских ВВС пилотов Supermarine Spitfire. Строительство началась в 1941, аэродром официально начало функционировать 7 апреля 1942. Коммерческий потенциал аэропорта был признан в начале 1950-х авиакомпанией Aer Lingus, которая в 1952 организовала рейсы в Дублин. Был построен новый терминал аэропорта, после чего были начаты рейсы во Францию, Белфаст и Корк. Появление чартеров выходного дня резко увеличило загрузку аэропорта, которая в 1962 превысила 100 000 пассажиров.

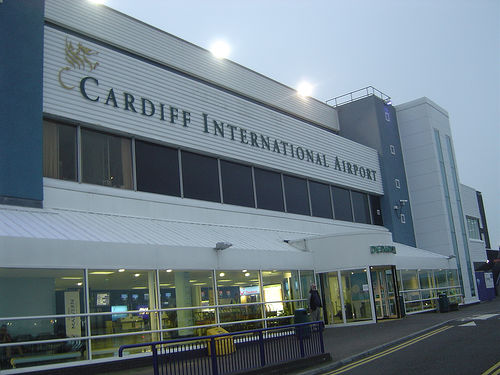
Вход в терминал

В 1970-х аэропорт, первоначально известный как 'Аэропорт Руз', был переименован в 'Аэропорт Гламорган, Руз'. В это время сверхзвуковой воздушный лайнер Concorde сделал несколько специальных рейсов в аэропорт. Длина взлетно-посадочной полосы была недостаточна для полноценной эксплуатации Concorde, поэтому он мог приземлиться только с небольшой загрузкой и взлететь только без пассажиров и с минимальным запасом топлива. В 1980-х, название аэропорта было изменено на 'Аэропорт Кардифф-Уэльс'.
В 1986 взлётно-посадочная полоса была продлена на 229 м, что обошлось местному бюджету в 1 млн ф. ст., и аэропорт смог принимать реактивные самолеты нового поколения. Развитие трансатлантических перевозок привело к открытию чартерных рейсов во Флориду, в дополнение к уже существующим рейсам в Канаду. Продление взлетно-посадочной полосы позволило аэропорту принимать Boeing 747, что способствовало привлечению в аэропорт Кардиффа ремонтной базы British Airways. Ангар техобслуживания — один из наибольших в мире в 250 м x 175 м, позволил проводить тяжелые формы технического обслуживания для British Airways и других перевозчиков.
В апреле 1995 в связи с запланированной реорганизацией местных органов власти в Уэльсе аэропорт был приватизирован, и его собственником стала компания TBI plc, сегодня дочернее предприятие abertis.
Аэропорт — не только главная основа техобслуживания British Airways но также и местонахождение различных компаний, связанных с космической отраслью, поэтому является лидером экономического развития региона.
Аэропорт был главной базой Air Wales до её ликвидации в марте 2006.
Аэропорт Кардиффа обслужил почти 2,1 млн пассажиров в 2007 согласно данным United Kingdom Civil Aviation Authority, ежегодный рост составил 3,4 %. Аэропорт Кардиффа — 19-й по загруженности пассажирский аэропорт в Великобритании.
Было объявлено о создании новой авиакомпании, которая будет базироваться в аэропорту Кардиффа. Flyforbeans откроет маршруты во Францию, Испанию, Германию, Италию и Восточную Европу. Авиакомпания, которая, как ожидается, начнет работу в начале 2008, планирует использовать Boeing 737.

### Рейсы Public Service Obligation
21 февраля 2007 аэропорт объявил об открытии первых рейсов Public Service Obligation (PSO) в Уэльсе. Авиакомпания Highland Airways, которая базируется в Инвернессе, стала осуществлять рейсы из аэропорта Англси в Кардифф. На маршрутах стоят BAe Jetstream 31. Эти рейсы составили альтернативу железнодорожному и автомобильному транспорту для путешествующих между северной и южной частями Уэльса. Рейсы PSO субсидируются местными властями Уэльса, однако в будущем они должны перейти на самоокупаемость. В мае 2007 на рейс в Англси было продано свыше 1,000 мест до открытия маршрута.

## Статистика
| \| 1997 \| 1,155,186 \| 18,171 \| \| 1998 \| 1,263,225 \| 17,537 \| \| 1999 \| 1,330,277 \| 17,656 \| \| 2000 \| 1,519,920 \| 20,196 \| \| 2001 \| 1,543,782 \| 21,764 \| \| 2002 \| 1,425,436 \| 18,736 \| \| 2003 \| 1,919,231 \| 21,231 \| \| 2004 \| 1,887,621 \| 21,993 \| \| 2005 \| 1,779,208 \| 20,553 \| \| 2006 \| 2,024,428 \| 21,872 \| \| 2007 \| 2,093,507 \| 23,039 \| \| Источник: UK Civil Aviation Authority \| \| \| |                 |                            |
| | Пассажирооборот | Количество взлётов-посадок |
| 1997 | 1,155,186       | 18,171                     |
| 1998 | 1,263,225       | 17,537                     |
| 1999 | 1,330,277       | 17,656                     |
| 2000 | 1,519,920       | 20,196                     |
| 2001 | 1,543,782       | 21,764                     |
| 2002 | 1,425,436       | 18,736                     |
| 2003 | 1,919,231       | 21,231                     |
| 2004 | 1,887,621       | 21,993                     |
| 2005 | 1,779,208       | 20,553                     |
| 2006 | 2,024,428       | 21,872                     |
| 2007 | 2,093,507       | 23,039                     |
| Источник: UK Civil Aviation Authority |                 |                            |

## Авиакомпании

### Регулярные рейсы
- Aer Arann
- Air Malta
- bmibaby
- Eastern Airways
- Flybe
- Highland Airways
- Isles of Scilly Skybus
- KLM Cityhopper
- Thomsonfly.com
- Zoom Airlines

### Чартерные авиакомпании
Чартерные рейсы осуществляются круглогодично.
- Air Europa
- Air Malta
- BH Air
- BritishJet
- Eurocypria
- First Choice Airways
- Futura[уточнить]
- Monarch Airlines
- Onur Air
- Thomas Cook Airlines
- Thomsonfly.com
- Travel City Direct
- Helvetic Airways

### Грузовые операторы
- TNT Airways

## Транспорт

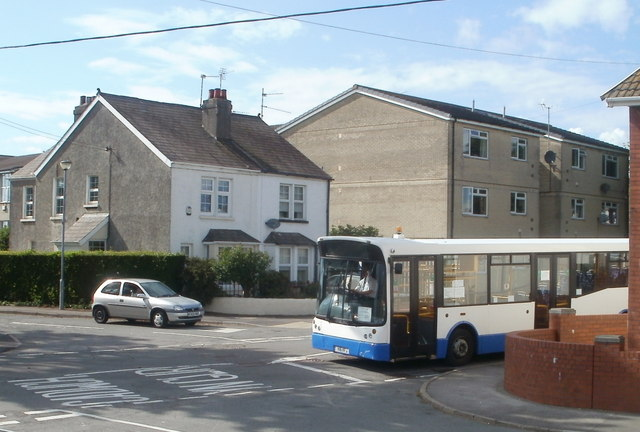
Челночный автобус в Рузе

Ближайшая к аэропорту железнодорожная станция — «Руз — Кардиффский международный аэропорт», расположенная на «Линии Гламорганской долины», связана с терминалом челночным автобусом. Железнодорожный оператор Arriva Trains Wales соединяет станцию с Центральным железнодорожным вокзалом Кардиффа и Бриджендом.
Cardiff Bus предлагает перевозку на центральный автовокзал Кардиффа через центр города, интервал 30 минут.
С Южным Уэльсом аэропорт связан дорогой M4 (переход в 16 км от аэропорта).

## Отели
Express by Holiday Inn — главная гостиница аэропорта, расположена рядом с терминалом. Кроме того, рядом с аэропортом находятся Days Inn, Innkeeper’s Lodge и Copthorne Hotel.

## Планы развития
Администрация аэропорта 29 марта 2006 представила стратегию развития, которая предполагает инвестиции в сумме 100 млн ф. ст., и которая включает расширение терминала.
Ожидается, что инвестиции привлекут до пяти млн. пассажиров к 2015 году, это предусмотрено White paper, изданному правительством Великобритании.

## Малая авиация
Dragonfly Executive Air обслуживает чартерные рейсы двумя самолётами Beechcraft Super King Air. Офис компании находится в южной части аэродрома, рядом со зданием лётной школы Кардиффской Академии Авиации. Лётная школа использует самолёты производства Avions Robin, Cessna и Piper.